# Jérôme Bianchi
Pour les articles homonymes, voir Bianchi.
Pas d'image ? Cliquez ici

a Compétitions nationales et continentales officielles uniquement.

b Matchs officiels uniquement.
Jérôme Bianchi, né le 31 juillet 1961 à Pau (France), est un joueur international français de rugby à XV évoluant au poste d'arrière au RC Toulon et au RC Nîmes durant sa carrière.

## Biographie
Jouant avec le RC Toulon à partir de 1982, Jérôme Bianchi atteint la finale du Championnat de France en 1985 et est la même année le meilleur réalisateur de la compétition avec 217 pts.
Il dispute son premier match avec l'équipe de France le 31 mai 1986 contre l'équipe d'Argentine.
Il termine à nouveau meilleur réalisateur du Championnat de France en 1987, avec 251 points tout en remportant la compétition,, et en 1988 avec 176 points.
Il est à partir de novembre 2013 le kinésithérapeute de la championne russe de tennis vainqueur de cinq tournois du Grand Chelem Maria Sharapova et est auparavant celui de l'équipe de France féminine de tennis,. Il a également participé en tant que kiné à la victoire de l'équipe de France lors de la Coupe Davis 1991 et 1996.

## Statistiques en équipe nationale
- 1 sélection en équipe de France en 1986

## Palmarès

### En club
- Finaliste du Challenge Yves du Manoir en 1983 avec le RC Toulon.
- Finaliste du Championnat de France en 1985 et 1989 avec le RC Toulon.
- Vainqueur du Championnat de France en 1987 avec le RC Toulon.

### Distinctions personnelles
- Meilleur réalisateur du Championnat de France en 1985 (217 points), 1987 (251 points) et 1988 (176 points).